# جورج تيسون
جورج تيسون (بالإنجليزية: George Tyson)‏ هو لاعب دوري الرغبي بريطاني، ولد في 1 أكتوبر 1993.